# Mary (Turkmenistan)
Mary (conosciuta anche con il precedente nome persiano مرو, Merv, Marw e Mary ma anche come Margu e Margiana) è una città turkmena, capoluogo dell'omonima provincia, ubicata nella zona sudorientale del Turkmenistan, quarta città per popolazione del paese asiatico.

## Storia
L'attuale città fu fondata nel 1884, nell'allora territorio dell'Emirato dell'Afghanistan, dopo l'occupazione dell'antica Merv da parte dell'Esercito imperiale russo, prefazione dell'incidente di Panjdeh.
La contesa si concluse con l'annessione del territorio all'Impero russo e la città, a 30 km da Merv, divenne un centro amministrativo e militare. La città è oggi un centro industriale la cui economia è basata sull'estrazione di gas naturale e sulla trasformazione del cotone.

## Infrastrutture e trasporti
Mary è collegata via terra dalla rete stradale del Turkmenistan, da una fermata della ferrovia transcaspica e dall'omonimo aeroporto.

## Amministrazione

### Gemellaggi
- Gedda (Arabia Saudita)
- Istanbul
- Samarcanda